# Bruce Norris
Bruce Norris (* 16. Mai 1960 in Texas) ist ein US-amerikanischer Dramatiker und Schauspieler. Er wurde 2011 für sein Theaterstück Clybourne Park mit dem Pulitzer-Preis für Theater ausgezeichnet.

## Leben
Bruce Norris absolvierte nach dem Schulbesuch ein Studium im Fach Theaterwissenschaft an der Northwestern University und schloss dieses 1982 ab. Im Anschluss war er als Schauspieler an verschiedenen Theatern wie dem Steppenwolf Theatre in Chicago, aber auch an Broadway-Theatern tätig, wo er in Stücken von David Hirson, Wendy Wasserstein und Neil Simon auftrat. Als Theaterschauspieler wurde er dreimal für den Chicagoer Joseph Jefferson Award nominiert und zwar für seine Darstellungen in Puntila and His Hired Man (1986), The Mystery of Irma Vep (1987) sowie Black Snow (1993).
Er ist darüber hinaus auch als Filmschauspieler beschäftigt und gab sein Debüt 1983 in dem Film Class, dem Auftritte in fast zwanzig weiteren Filmen und Fernsehserien folgten. Zu seinen bekanntesten Filmen gehören Zivilprozess (1998), Reach The Rock (1998), The Sixth Sense (1999) sowie All Beauty Must Die (2010). 
Anfang der 1990er Jahre begann er dann selbst als Dramatiker zu arbeiten und verfasste mit The Actor Retires (1992) sein erstes Theaterstück, das wie zahlreiche weitere seiner Stücke am Steppenwolf Theatre uraufgeführt wurde. Auch als Dramatiker war er mehrfach für den Joseph Jefferson Award nominiert und zwar für We All Went Down to Amsterdam (2003), The Pain and the Itch (2005) sowie A Parallelogram (2010).
Für sein am 29. Januar 2010 uraufgeführtes Theaterstück Clybourne Park wurde er 2011 mit dem Pulitzer-Preis für Theater ausgezeichnet.

## Dramen
- 1996: The Vanishing Twin
- 2002: The Infidel
- 2002: Purple Heart
- 2006: The Unmentionables
  - deutsch: Staatstheater Mainz, Deutschsprachige Erstaufführung Die Unerhörten, 10. Februar 2012

## Filmografie (Auswahl)
Als Schauspieler
- 1983: Class – Vom Klassenzimmer zur Klassefrau (Class)
- 1992: Law & Order (Fernsehserie, Folge 3x04)
- 1996: Der kalte Hauch des Todes (Chasing the Dragon, Fernsehfilm)
- 1998: Reach the Rock
- 1998: Zivilprozess (A Civil Action)
- 1999: The Sixth Sense
- 2001: Third Watch – Einsatz am Limit (Third Watch, Fernsehserie, Folge 2x21)
- 2004: Hack – Die Straßen von Philadelphia (Hack, Fernsehserie, Folge 2x17)
- 2004: Imaginary Heroes
- 2004: Law & Order: Special Victims Unit (Fernsehserie, Folge 6x07)
- 2004, 2009: Criminal Intent – Verbrechen im Visier (Law & Order: Criminal Intent, Fernsehserie, 2 Folgen)
- 2010: All Beauty Must Die (All Good Things)
- 2012: The Corrections (Fernsehfilm)
- 2015: The Sea of Trees

Als Drehbuchautor
- 2010: Clybourne Park